# Alexander Victor
Alexander Victor (1º ottobre 1983) è un calciatore samoano americano, difensore del PanSa East.

## Carriera
È stato in Nazionale nel 2007.